# Sergei Witaljewitsch Tschernezki
Sergei Witaljewitsch Tschernezki (russisch Сергей Витальевич Чернецкий, englisch Sergey Chernetskiy; * 9. April 1990 in Sertolowo, Oblast Leningrad, RSFSR, UdSSR) ist ein ehemaliger russischer Radrennfahrer.

## Sportlicher Werdegang
Zunächst konzentrierte sich Tschernezki auf den Bahnradsport. Er wurde mit der russischen Mannschaft in den Jahren 2010 und 2011 U23-Europameister in der Mannschaftsverfolgung und gewann 2011 die Silbermedaille in der Einerverfolgung.
Im Jahr 2012 fur Tschernezki auf der Straße UCI Continental Team Itera-Katusha, dem Farmteam des UCI ProTeam Katusha. Als Mitglied der russischen Nationalmannschaft gewann je eine Etappe bei der Ronde de l'Isard d'Ariège und dem Giro della Valle d’Aosta, und wurde jeweils Gesamtzweiter. Außerdem wurde er Vierter des UCI-Nations’-Cup-U23-Wettbewerbs Tour de l’Avenir.
Zur Saison 2013 wechselte er zum ProTeam Katusha, für das er die Gesamtwertung der Tour des Fjords gewann. Im Jahr 2015 gewann er im Sprint einer 12-köpfigen Spitzengruppe die 6. Etappe der Katalonien-Rundfahrt und damit ein Rennen der UCI WorldTour. Bei den Olympischen Sommerspielen 2016 startete er im Straßenrennen und belegte den 31. Platz. Zur Saison 2017 schloss er sich dem Astana Pro Team an und konnte die Gesamtwertung des Arctic Race of Norway, eines Etappenrennens der hors categorie, für sich entscheiden.
Zur Saison 2019 wechselte Tschernezki zum Team Caja Rural-Seguros RGA, um bereits zur Folgesaison zum Team Gazprom-RusVelo weiterzuziehen. Weitere zählbare Erfolge gelangen ihm nicht mehr. Nachdem Gazprom-RusVelo als Reaktion auf den Russischen Überfall auf die Ukraine 2022 am 1. März 2022 die Lizenz widerrufen wurde, blieb er ohne Team und beendete seine Karriere als professioneller Radrennfahrer.

## Erfolge
2010
- U23-Europameisterschaft – Mannschaftsverfolgung (mit Artur Jerschow, Waleri Kaikow und Sergei Schilow)

2011
- U23-Europameister – Mannschaftsverfolgung (mit Artur Jerschow, Maxim Kosirew und Kirill Sweschnikow)
- U23-Europameisterschaft – Einerverfolgung

2012
- eine Etappe Ronde de l'Isard d'Ariège
- eine Etappe Giro della Valle d’Aosta

2013
- Mannschaftszeitfahren Settimana Internazionale
- Gesamtwertung, eine Etappe und Mannschaftszeitfahren und  Tour des Fjords

2016
- eine Etappe Katalonien-Rundfahrt
- Russische Meisterschaft – Einzelzeitfahren

2018
- Gesamtwertung Arctic Race of Norway

## Grand-Tour-Platzierungen
| Grand Tour            | 2014 | 2015 | 2016 | 2017 | 2018 | 2019 |
| --------------------- | ---- | ---- | ---- | ---- | ---- | ---- |
| Giro d’ItaliaGiro     | –    | 114  | –    | –    | –    | –    |
| Tour de FranceTour    | –    | –    | –    | –    | –    | –    |
| Vuelta a EspañaVuelta | 113  | –    | –    | 94   | –    | 111  |